# ویلهلم مولر
ویلهلم مولر (آلمانی: Johann Ludwig Wilhelm Müller؛ زاده ۷ اکتبر ۱۷۹۴ درگذشته ۳۰ سپتامبر ۱۸۲۷) یک شاعر اهل آلمان بود.